# مرسدس-بنز آر۱۰۷ و سی۱۰۷
مرسدس بنز آر۱۰۷ و سی۱۰۷ (به انگلیسی: Mercedes-Benz R۱۰۷ and C۱۰۷) خودرویی است که مدل اس‌ال آن در سال‌های ۱۹۷۲–۱۹۸۹ و مدل اس‌ال‌سی آن در سال‌های ۱۹۷۲–۱۹۸۱ در آلمان و توسط شرکت مرسدس بنز تولید شده‌است.
طراحی آن خودروهای موتور جلو-محور عقب بوده‌است. سیستم جعبه‌دندهٔ آن به دو صورت خودکار و دستی است.
از این خودرو ۳۰۰٬۱۷۵ دستگاه فروش رفته که ۲۳۷٬۲۸۷ تای آن از نوع اس‌ال و ۶۲٬۸۸۸ تا نیز از نوع اس‌ال‌سی هستند.